# Nucetto
Nucetto (piemontesisch Nosèj) ist eine Gemeinde in der italienischen Provinz Cuneo (CN), Region Piemont.

## Lage und Einwohner
Nucetto liegt rund 50 km östlich von der Provinzhauptstadt Cuneo entfernt am Tanaro. Der Ort liegt auf einer Höhe von 450 m über dem Meeresspiegel. Das Gemeindegebiet umfasst eine Fläche von 7,81 km² und hat 378 Einwohner (Stand 31. Dezember 2023). Die Gemeinde besteht aus den Ortsteilen Frazione Villa, Nicolini, Caramelli und Livrato. Die Nachbargemeinden sind Bagnasco, Battifollo, Ceva und Perlo.
Der Schutzheilige des Ortes ist Santa Maria Maddalena.

## Geschichte

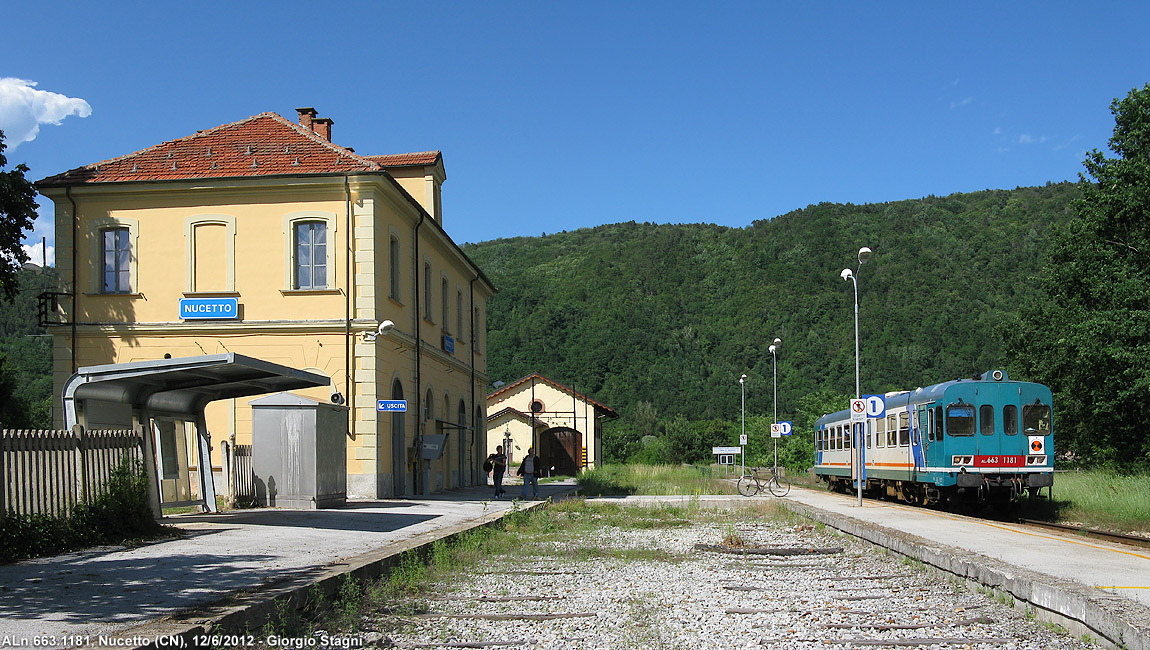
Bahnhof Nucetto

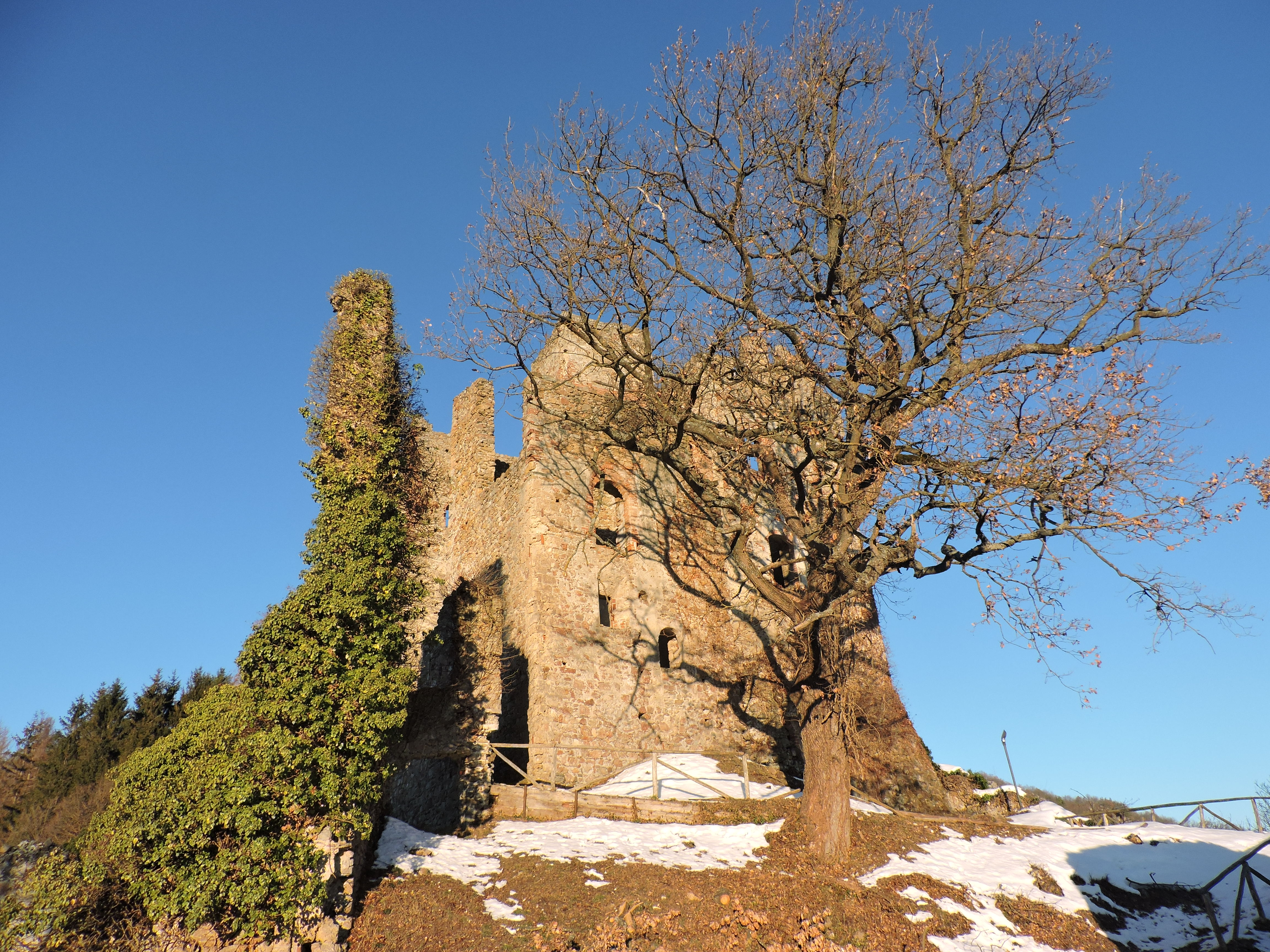
Ruinen der Burg von Nucetto

Nucetto ist mindestens seit der römischen Antike bewohnt. Als Beweis dafür diente eine römische Brücke über den Tanaro, die aber im Zweiten Weltkrieg zerstört wurde. Aufgrund des reichlichen Vorkommens von Walnüssen und Haselnüssen war der Ort bereits bei den Römern als Nucetis bekannt. Die erste urkundliche Spur über Nucetto stammt aus dem April 967, als der Ortsname Nocetum auf einem in Ravenna ausgestellten Diplom Ottos I. von Sachsen erschien. Von diesem Moment an wurde das Nucetto-Gebiet Teil der Aleramischen Mark.
Im Jahr 1142, als die Adelsfamilie Nucetto mit diesen Ländereien ausgestattet wurde, wurde das Castrum Noxeti Teil der Markgrafschaft von Ceva. Von da an folgte Nucetto dem Schicksal von Ceva, einschließlich eines versuchten Aufstands der Familie Nucetto und der damit verbundenen erneuten Unterwerfung durch Giorgio II., Marquis von Ceva, der sich wiederum Asti unterwarf, um mit seinen Feinden fertig zu werden.
Im Jahr 1414 eroberte Amedeo VIII. von Savoyen die Ländereien des Markgrafen von Ceva, einschließlich Nucetto, und verwüstete die Burg, die aber danach wieder verstärkt aufgebaut wurde. Im Jahr 1515 unterwarf sich Nucetto endgültig der Herrschaft der Savoyer. 1802 wurde die Burg von Napoleons Truppen zerstört, aus Angst, es könnte zu einer wichtigen Verteidigungsbastion werden. Heute sind nur noch imposante Ruinen übrig.
Nucetto war die Heimat einer Kolonie österreichischer Häftlinge, die in einem Braunkohlebergwerk arbeiteten, das bis 1950 in Betrieb war.
Während des letzten Krieges erlangte Nucetto eine gewisse Bedeutung, da es im Interesse der deutschen Truppen lag, die Kontrolle über seine Eisenbahn- und Straßenbrücken zu behalten, dennoch war es nicht Schauplatz größerer Auseinandersetzungen.
Seit 1889 hat Nucetto an der Bahnstrecke Ceva–Ormea einen eigenen Bahnhof. Ab dem 17. Juni 2012 wurde der Zugsverkehr eingestellt. Mit der Wiedereröffnung der Strecke für touristische Zwecke wurde der Verkehr 2016 wieder aufgenommen. Seit dem 11. September halten historische Züge wieder am Bahnhof Nucetto.